# Ямполь (Львовская область)
Я́мполь (укр. Ямпіль) — село в Мурованской сельской общине Львовского района Львовской области Украины.
Население по переписи 2001 года составляло 1923 человека. Занимает площадь 1,926 км². Почтовый индекс — 81122. Телефонный код — 3230.

## История
В 1946 г. Указом ПВС УССР село Прусы переименовано в Ямполь.